# Яблочный (Волгоградская область)
Яблочный — хутор в Иловлинском районе Волгоградской области России. Входит в состав Авиловского сельского поселения.

## География
Хутор находится в центральной части Волгоградской области, в степной зоне, в пределах Приволжской возвышенности, к западу от реки Иловли, на расстоянии примерно 3 километров (по прямой) к юго-западу от посёлка городского типа Иловля, административного центра района. Абсолютная высота — 44 метра над уровнем моря.
Часовой пояс
Хутор Яблочный, как и вся Волгоградская область, находится в часовой зоне МСК (московское время). Смещение применяемого времени относительно UTC составляет +3:00.

## Население
| 2010 |
| ---- |
| 5    |

Гендерный состав
По данным Всероссийской переписи населения 2010 года в гендерной структуре населения мужчины составляли 40 %, женщины — соответственно 60 %.
Национальный состав
Согласно результатам переписи 2002 года, в национальной структуре населения русские составляли 78 % из 9 чел.

## Улицы
Уличная сеть хутора состоит из одной улицы (ул. Яблочная).